# 斑頭肩鰓䲁
斑头肩鳃鳚（学名：Omobranchus fasciolaticeps），又名狗鰷，为輻鰭魚綱鳚形目鳚科肩鳃鳚属的鱼类。

## 分布
本魚分布于西北太平洋區，包括日本南部、臺灣、中國沿海等海域。该物种的模式产地在中国澳门。

## 特徵
本魚體延長，無鱗，背鰭長，腹鰭喉位。魚體黃綠色，體側具數道不明顯的深色橫帶，頭部上方具一明顯的皮質頭冠。背鰭硬棘12枚；背鰭軟條19至22枚；臀鰭硬棘2枚；臀鰭軟條21至24枚。

## 生態
本魚生活在亞熱帶海域，對鹽度的劇烈變化忍受力極強，對汙染的水質亦具忍受力，常出現在河口區、紅樹林、石塊下方。善跳躍，警覺性高，屬雜食性。